# Michael Opperskalski
Michael Opperskalski (* 1957 in Köln) ist ein deutscher Autor.
Er hat Geschichte, Völkerkunde und politische Wissenschaft an der Universität zu Köln studiert und war in der Studentenbewegung tätig. Er war einer der Gründer und Redaktionsmitglied des Magazins Geheim.
Opperskalskis Bücher wurden in verschiedene Sprachen übersetzt. Dazu zählen: "CIA in Iran", "CIA in Westeuropa", "CIA in Mittelamerika", "CIA: Club der Mörder", Mossad: Israels Auftragskiller und Geheimagenten".
2003 referierte Opperskalski auf einer Thruther-Veranstaltung in Berlin.

## Veröffentlichungen (Auswahl)
- Gott ändert nichts am Schicksal eines Volkes, solange das Volk sich nicht selbst geändert hat, Koran, Sure 13/1. Iran gestern und heute. Weltkreis-Verlag, Dortmund 1980, ISBN 978-3-88142-238-3.
- mit Barbara Hoffmann, Erden Solmaz: Graue Wölfe, Koranschulen, Idealistenvereine  – türkische Faschisten in d. Bundesrepublik. Pahl-Rugenstein, Köln 1981, ISBN 978-3-7609-0648-5.
- mit George Rishmani: Palästina – Unterdrückung u. Widerstand. Media Pro, Köln 1982, ISBN 978-3-923625-00-0.
- mit Günter Neuberger, HRSG: CIA in Westeuropa.  Einleitung Philip Agee. Lamuv, Bornheim-Merten 1982, ISBN 978-3-921521-59-5.
- mit Günter Neuberger: CIA in Iran – die Geheimdokumente aus der Teheraner US-Botschaft. Mit e. Vorw. von Mostafa Danesch, Lamuv, Bornheim-Merten 1982, ISBN 978-3-921521-54-0.
- mit Günter Neuberger: CIA in Mittelamerika. Einleitung Freddy Balzán. Beitr. von David Arthur u. Fred Landis, Lamuv, Bornheim-Merten 1983, ISBN 978-3-921521-88-5.
- mit Kunhanandan Nair: CIA – Club der Mörder.  Der US-Geheimdienst in der Dritten Welt. Lamuv, Göttingen 1988, ISBN 978-3-88977-143-8.
- Mossad – Israels Auftragskiller und Geheimagenten.  Unrast, Münster 1998, ISBN 978-3-928300-87-2.
- in: Ronald Thoden (Hg.): Terror und Staat.